# Диаграмма состояний (теория автоматов)
Диагра́мма состоя́ний — ориентированный граф для конечного автомата, в котором
- вершины обозначают состояния
- дуги показывают переходы между двумя состояниями

На практике вершины обычно изображаются в виде окружностей и, если нужно, двойных окружностей. В нотации UML состояния изображаются прямоугольниками с закругленными углами.

## Примеры
S1 и S2 — состояния. Дуги помечены входными данными.
S0, S1 и S2 — состояния. Дуги помечены как j/k, где j — входные данные, a k — выходные.